# Daryl McCormack
Daryl McCormack (Nenagh, Tipperary megye, 1993. január 22. –) ír színész. 
A Fair City című szappanoperában debütált, majd feltűnt a Birmingham bandája (2019–2022) és a Rossz nővérek (2022) című sorozatokban. Minden jót, Leo Grande című 2022-es filmjével két BAFTA-jelölést szerzett.

## Élete és pályafutása
Tanulmányait a Dublin Institute of Technology konzervatóriumában és a Gaiety School of Acting-ben folytatta, majd 2014-ben dráma szakon szerzett Bachelor of Arts diplomát.

## Filmográfia

### Film
| Év   | Magyar cím                    | Eredeti cím                  | Szerep          | Magyar hang    |
| ---- | ----------------------------- | ---------------------------- | --------------- | -------------- |
| 2016 |                               | The Randomer                 | Ray             |                |
| 2017 |                               | Neon                         | Jason           |                |
| 2018 |                               | Inner Child                  | Finn            |                |
| 2018 |                               | Lady Black Eyes              | Devon           |                |
| 2019 |                               | How to Fake a War            | Matt            |                |
| 2019 | Nehéz egy jó asszonyt találni | A Good Woman Is Hard to Find | PC Reeves       |                |
| 2019 |                               | Pixie                        | Harland McKenna |                |
| 2022 | Minden jót, Leo Grande        | Good Luck to You, Leo Grande | Leo Grande      | L. Nagy Attila |
| 2023 |                               | The Lesson                   | Liam Sommers    |                |
| 2024 | Twisters – Végzetes vihar     | Twisters                     | Jeb             | Vizi Dávid     |

### Televízió
| Év        | Magyar cím                 | Eredeti cím            | Szerep            | Megjegyzések |
| --------- | -------------------------- | ---------------------- | ----------------- | ------------ |
| 2015–2016 |                            | Fair City              | Pierce Devlin     | 36 epizód    |
| 2016      |                            | Dawn                   | Ukkanaak          | tévéfilm     |
| 2017      | Vikingek                   | Vikings                | fiatal arab férfi | 1 epizód     |
| 2018      |                            | Immortality            | Pio               | minisorozat  |
| 2018      | Egy nagyon angolos botrány | A Very English Scandal | Luke Mackenzie    | 1 epizód     |
| 2019      |                            | Cleaning Up            | Ryan              | 1 epizód     |
| 2019–2022 | Birmingham bandája         | Peaky Blinders         | Isaiah Jesus      | 11 epizód    |
| 2021      | Az Idő Kereke              | The Wheel of Time      | Aram              | 3 epizód     |
| 2022–2024 | Rossz nővérek              | Bad Sisters            | Matthew Claffin   | 11 epizód    |
| 2023      | Nő a falban                | The Woman in the Wall  | Colman Akande     | 6 epizód     |

## Színpadi szerepek
| Év   | Magyar cím      | Eredeti cím                 | Szerep            | Megjegyzések                         |
| ---- | --------------- | --------------------------- | ----------------- | ------------------------------------ |
| 2014 | Érik a gyümölcs | The Grapes of Wrath         | Casey             | Project Arts Centre, Dublin          |
| 2015 | Rómeó és Júlia  | Romeo and Juliet            | Rómeó             | Gate Theatre, Dublin                 |
| 2015 | Othello         | Othello                     | Othello           | Theatre Royal Waterford              |
| 2015 |                 | Enjoy                       | ismeretlen szerep | Project Arts Centre, Dublin          |
| 2017 |                 | A Whisper Anywhere Else     | Garda             | Peacock Stage, Abbey Theatre, Dublin |
| 2017 |                 | The Mouth of a Shark        | ismeretlen szerep | The Complex, Dublin                  |
| 2018 | Alhangya        | The Lieutenant of Inishmore | Brendan           | Noël Coward Theatre, London          |
| 2019 |                 | Citysong                    | ismeretlen szerep | Abbey Theatre, Dublin                |

## Fordítás
- Ez a szócikk részben vagy egészben a Daryl McCormack című angol Wikipédia-szócikk fordításán alapul.  Az eredeti cikk szerkesztőit annak laptörténete sorolja fel. Ez a jelzés csupán a megfogalmazás eredetét és a szerzői jogokat jelzi, nem szolgál a cikkben szereplő információk forrásmegjelöléseként.